# 圣于尔班 (旺代省)
圣于尔班（法語：Saint-Urbain，法語發音：[sɛ̃.t‿yʁbɛ̃]）是法国卢瓦尔河地区大区旺代省的一个市镇，位于该省西北部，属于莱萨布勒多洛讷区。

## 地理
圣于尔班（46°52'33"N, 2°0'32"W）面积16.39 平方千米，位于法国卢瓦尔河地区大区旺代省，该省份为法国西部沿海省份，北起大西洋卢瓦尔省和曼恩-卢瓦尔省，西临大西洋，南至滨海夏朗德省，东部及东南部与德塞夫勒省接壤。
与圣于尔班接壤的市镇（或旧市镇、城区）包括：拉巴尔德蒙、滨海博瓦尔、圣热尔韦、萨莱尔泰讷。

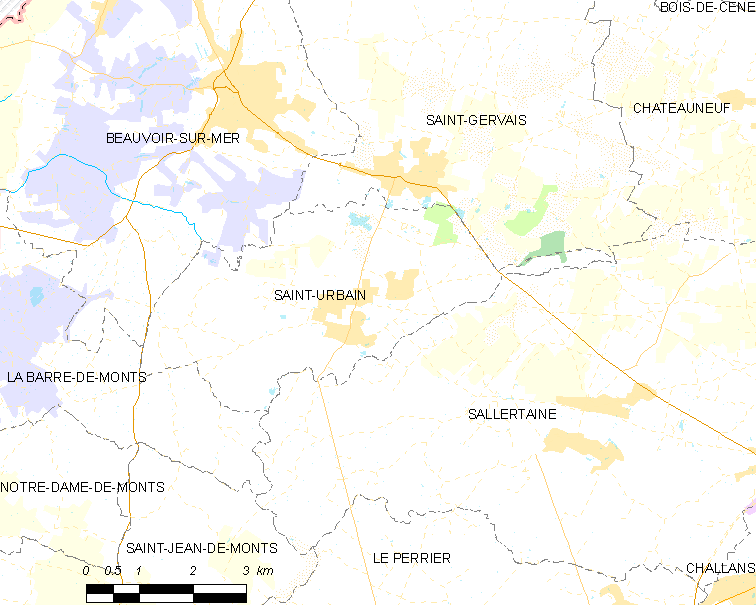
的OSM定位图

圣于尔班的时区为UTC+01:00、UTC+02:00（夏令时）。

## 行政
圣于尔班的邮政编码为85230，INSEE市镇编码为85273。

## 政治
圣于尔班所属的省级选区为圣让德蒙县。

## 人口

1962-2008年间人口变化图示

圣于尔班于2022年1月1日时的人口数量为1996人。